# Lavarone
Lavarone település Olaszországban, Trento megyében. Lakosainak száma 1186 fő (2023. január 1.). Lavarone Folgaria, Lastebasse, Pedemonte, Caldonazzo és Luserna községekkel határos.

## Népesség
A település népességének változása:
| Lakosok száma | 1115 | 1157 | 1186 |
|               | 2017 | 2018 | 2023 |